# Osvaldo Ardiles
Osvaldo Ardiles (Sinh ngày 3 tháng 8 năm 1952) là một cầu thủ bóng đá người Argentina.

## Đội tuyển bóng đá quốc gia Argentina
Osvaldo Ardiles thi đấu cho đội tuyển bóng đá quốc gia Argentina từ năm 1975-1982.

## Thống kê sự nghiệp
| Đội tuyển bóng đá Argentina | Đội tuyển bóng đá Argentina | Đội tuyển bóng đá Argentina |
| Năm                         | Trận                        | Bàn                         |
| --------------------------- | --------------------------- | --------------------------- |
| 1975                        | 8                           | 4                           |
| 1976                        | 9                           | 1                           |
| 1977                        | 11                          | 0                           |
| 1978                        | 12                          | 2                           |
| 1979                        | 1                           | 0                           |
| 1980                        | 0                           | 0                           |
| 1981                        | 2                           | 0                           |
| 1982                        | 8                           | 1                           |
| Tổng cộng                   | 51                          | 8                           |